# أرزانا
أرزانا، (بالإنجليزية: Arzana)، (سردينيا: zrtzana)، هي بلدية، في مقاطعة نوورو، في منطقة سردينيا الإيطالية، وتقع على بعد حوالي 90 كم (56 ميل) شمال شرق كالياري، وحوالي 10 كم (6 ميل) غرب تورتولي.

## السكان
تطور النمو السكاني لـ أرزانا